# Marcel Cordes

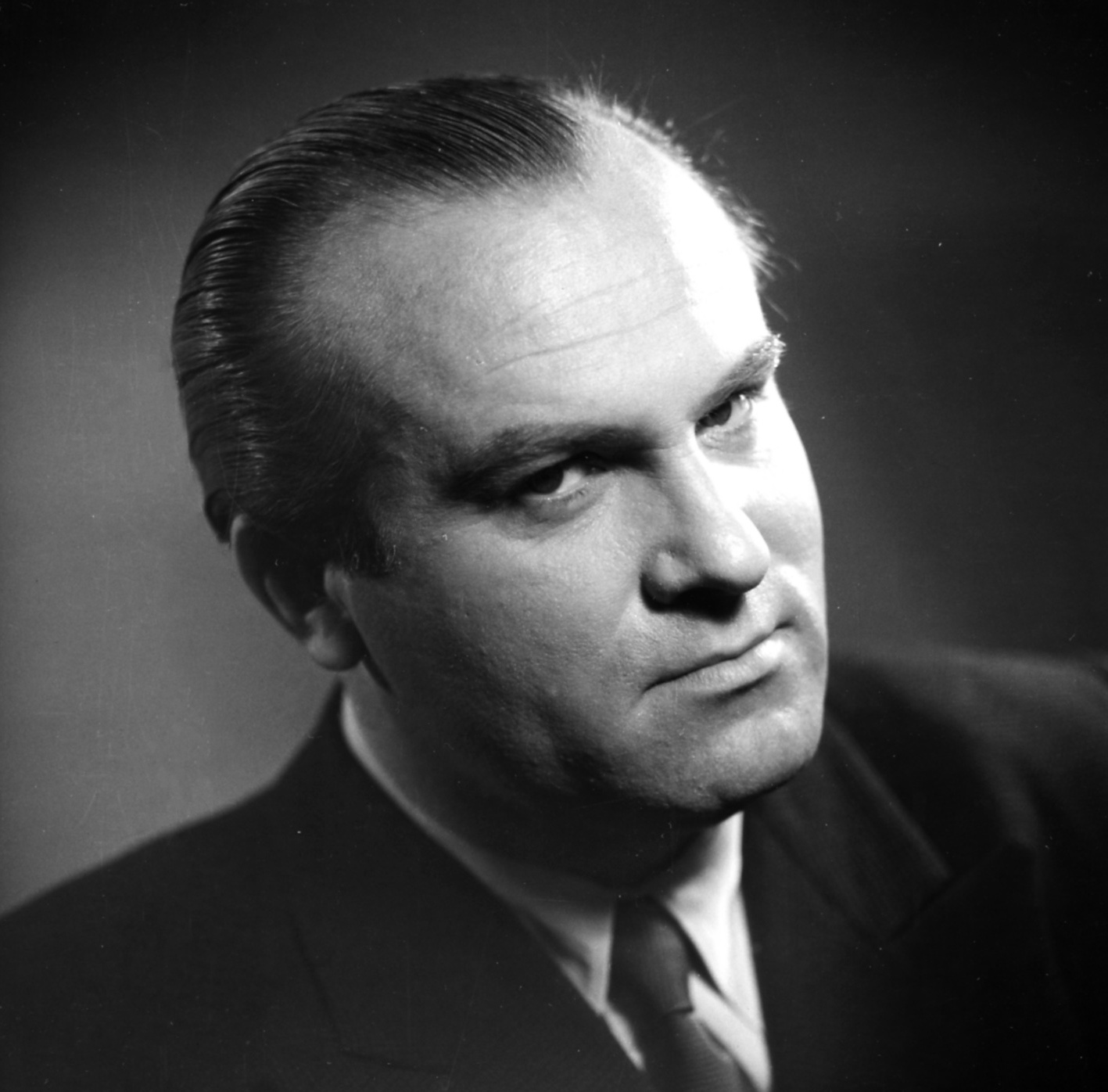
Marcel Cordes (um 1960)

Marcel Cordes (* 11. März 1920 in Stelzenberg, als Kurt Schumacher; † 26. November 1992 in Angerberg) war ein deutscher Opern- und Konzertsänger (Bariton). In den 1950/60er Jahren hatte er gemeinsam mit Josef Metternich nahezu eine Alleinstellung im Fach des italienischen und vor allem des Verdi-Baritons deutscher Herkunft.

## Leben
Cordes entdeckte früh seine Stimme und seine Spiellust. Als 16-Jähriger ging er ans Konservatorium Kaiserslautern, drei Jahre danach als Stipendiat an die Musikhochschule Mannheim, lange schwankend zwischen den Stimmlagen Tenor und Bariton. Als Soldat wurde er 1941 zu Bühnenauftritten am deutschsprachigen Stadttheater von Eger verpflichtet und debütierte dort als Bariton: als Graf Luna in Der Troubadour von Giuseppe Verdi und als Graf Liebenau in Der Waffenschmied von Albert Lortzing. Nach seiner Rückkehr aus Krieg und Gefangenschaft debütierte er 1947 erneut am Pfalztheater Kaiserslautern, nun als Tenor mit der Rolle des Canio in Der Bajazzo von Ruggiero Leoncavallo. Der Erfolg begründete am selben Haus ein Festengagement als vermutlich kommender tenore drammatico. 1949 folgte eine Verpflichtung als Tenor an das Nationaltheater Mannheim. Dort wurde Cordes vor allem in hochliegenden lyrischen Tenorrollen eingesetzt, welche jedoch auf Dauer seine natürlichen Mittel überforderten.
Cordes studierte daraufhin bei dem berühmten Tenor Fritz Krauss um und erwarb ein Basisrepertoire an Bariton-Partien. Mit denen sang er 1951 am Staatstheater Karlsruhe vor, wo er sofort engagiert wurde. Auf Anraten der Intendanz legte er sich für seine weitere Karriere einen Künstlernamen zu. Als Marcel Cordes hatte er sein drittes Debüt als Wolfram von Eschenbach in Tannhäuser von Richard Wagner. Er wurde schnell zum Protagonisten und Publikumsliebling. Rasch entwickelte sich eine Bühnenkarriere, die ihn als Gast an die führenden deutschsprachigen Opernhäuser, Konzertsäle und Rundfunkstationen führte.
1954 wurde er an die Bayerische Staatsoper in München verpflichtet. Er erhielt Gastverträge an die Opernhäuser von Berlin, Köln, Stuttgart, Zürich, schließlich auch an die Wiener Volksoper. Dazu gastierte er europaweit an Musikbühnen. Er trat auch in Orchester- und Rundfunkkonzerten, Lied-Recitals und Oratorien auf, übernahm neue Partien in Genres und Fächern aller Art.
1956 wurde Cordes zum Bayerischen Kammersänger ernannt. Ab 1956 machte er außerdem Schallplattenaufnahmen und nahm an Recitals wie an Gesamteinspielungen teil. Einem Ruf an die Metropolitan Opera in New York konnte er 1957 aus Termingründen nicht folgen. Im Dezember 1957 war er in Berlin der Ford beim sensationellen Falstaff-Debüt von Dietrich Fischer-Dieskau. Von 1962 bis 1964 trat er auch bei den Bayreuther Festspielen auf.
Cordes wirkte an Rundfunkeinspielungen und an TV-Produktionen mit, musizierte mit Pianisten wie Michael Raucheisen, Dirigenten wie Hans Knappertsbusch, Karl Böhm, Rudolf Kempe, Ferenc Fricsay, Eugen Jochum, Ferdinand Leitner, Joseph Keilberth und Rafael Kubelík und spielte unter Regisseuren wie Carl Ebert, Oscar Fritz Schuh, Günther Rennert, Jean-Pierre Ponnelle und Otto Schenk.
Mitte der 1960er war bei Cordes eine Diabetes-Erkrankung diagnostiziert worden. Dennoch trat er weiterhin mit neuen Opernrollen in Der Freischütz von Carl Maria von Weber, in Die Räuber von Giuseppe Verdi, in Pique Dame von Peter Tschaikowsky, in Der Evangelimann von Wilhelm Kienzl, in Die spanische Stunde von Maurice Ravel, in Il campiello von Ermanno Wolf-Ferrari und in Die tote Stadt von Erich Wolfgang Korngold auf.
Als gerade 50-Jähriger zog er sich von der Bühne zurück. Er verbrachte die Folgejahre auf seinem Landsitz in Tirol und starb dort mit 72 Jahren. Ein Sängerstipendium „In memoriam Marcel Cordes“ zur Tiroler Academia Vocalis ist seinem Andenken gewidmet.

## Repertoire
Marcel Cordes bot – neben seinen Verdi-Partien – ein breites, heterogenes Rollenspektrum, das ihn als Tragöden und Komödianten par excellence der Musikbühne auswies, zugleich seine schier grenzenlose Stilsicherheit in unterschiedlichsten Aufgaben nachwies: Mit Wolfgang Amadeus Mozart, Luigi Cherubini, Gioacchino Rossini, Gaetano Donizetti, Albert Lortzing, Otto Nicolai, Ambroise Thomas, Jacques Offenbach, Richard Wagner, Ruggiero Leoncavallo, Pietro Mascagni, Giacomo Puccini, Umberto Giordano, Bedřich Smetana, Modest Mussorgski, Peter Tschaikowsky, Engelbert Humperdinck und Richard Strauss – bis zu Komponisten und Werken der Moderne.
Cordes war auch ein von führenden Dirigenten geschätzter Konzertsänger, der neben den Soli in Oratorien von Johann Sebastian Bach, Georg Friedrich Händel, Joseph Haydn, Felix Mendelssohn Bartholdy und Johannes Brahms Orchesterlieder und Zyklen weniger gängiger Komponisten darstellte, so von Franz Liszt, Gustav Mahler, Béla Bartók, Leoš Janáček, Richard Strauss, Joseph Haas, Winfried Zillig und Alois Melichar. Auch als Liedsänger ist er hervorgetreten, wiederum oft mit Werken verschollener oder kaum bekannter Komponisten. Seine dominante Bedeutung aber erreichte er als Sänger-Mime mit der Vermittlung extremer tragischer, dramatischer und skurriler, komödiantischer Figuren. Cordes war ein Charakterdarsteller der Musikbühne mit den Eigenschaften und Fähigkeiten eines bedeutenden Vokalisten.

## Bedeutung
Marcel Cordes ist vorrangig als deutschsprachiger Interpret der italienischen Oper in Erinnerung. Darüber hinaus aber war er international als Lyrischer, als Kavalier-Bariton und als Charakterbariton auch in Werken und Partien des deutschen, französischen und slawischen Fachs tätig. Außerdem war er ein führender Sänger spätromantischer Musik und der Oper des 20. Jahrhunderts, galt als maßstäblich in Werken von Richard Strauss, Hans Pfitzner, Igor Strawinsky, Béla Bartók, Carl Orff, Werner Egk und anderen. Sein Repertoire reichte von Mozart über deutsche Spieloper, Belcanto, Wagner und Verismo bis zur Moderne. Im Zentrum seiner Bühnenaktivität standen dramatische Figuren in Opern von Giuseppe Verdi, so Rigoletto, Graf Luna, Giorgio Germont, Nabucco, Renato, Posa, Simone Boccanegra, Don Carlo di Vargas und Ford.
Infolge der Verlagerung des Plattengeschäfts zum World Wide Music Marketing und der Strukturveränderungen in der deutsch-europäischen Musikszene gerieten die Tondokumente und damit Name und Persönlichkeit des Sängers seit den 1980er Jahren nahezu in Vergessenheit. Cordes war lange Zeit nur Opernkennern noch ein Begriff. Erst die Flut preiswert neu vermarkteter Rundfunkproduktionen und eine große CD-Edition 2009 bewirkten eine Revitalisierung der Erinnerung an seine Kunst und Persönlichkeit.

## Diskografie
- CD-Edition Marcel Cordes – 12 CDs in 4 Boxen / Bd. 1: Giuseppe Verdi, Bd. 2: Belcanto & Verismo, Bd. 3: Deutsche und europäische Oper, Bd. 4: Konzert, Lied, Moderne / Hamburger Archiv für Gesangskunst
- CD: „Dokumente einer Sängerkarriere“, Preiser Records